# Linnaemya
Linnaemya is een geslacht van vliegen (Brachycera) uit de familie van de sluipvliegen (Tachinidae). De wetenschappelijke naam van het geslacht is voor het eerst geldig gepubliceerd in 1830 door Robineau-Desvoidy.

## Soorten
- L. anthracina (Thompson, 1911)
- L. comta (Fallen, 1810)
- L. fissiglobula Pandelle, 1895
- L. frater (Camillo Róndani, 1859)
- L. glauca (Brooks, 1944)
- L. haemorrhoidalis (Fallen, 1810)
- L. helvetica Herting, 1963
- L. impudica (Rondani, 1859)
- L. jaroschevskyi Zimin, 1954
- L. lithosiophaga (Camillo Róndani, 1859)
- L. majae Zimin, 1954
- L. media Zimin, 1954
- L. neavei Curran, 1934
- L. nigrescens (Curran, 1925)
- L. olsufjevi Zimin, 1954
- L. perinealis Pandelle, 1895
- L. picta (Meigen, 1824)
- L. rossica Zimin, 1954
- L. setifrons Zimin, 1954
- L. soror Zimin, 1954
- L. speculifera (Walker, 1849)
- L. steini Jacentkovsky, 1944
- L. subpolita (Brooks, 1944)
- L. tessellans (Robineau-Desvoidy, 1830)
- L. tessellata (Brooks, 1944)
- L. varia (Curran, 1925)
- L. vulpina (Fallen, 1810)
- L. zachvatkini Zimin, 1954